# Sławomir Starosta
Sławomir Starosta (ur. 17 sierpnia 1965 w Warszawie) – polski działacz ruchu gejowskiego, wydawca czasopism pornograficznych, muzyk.

## Muzyk
Od 1985 grał na instrumentach klawiszowych i śpiewał w zespołach: Kosmetyki Mrs. Pinki, Wańka Wstańka (od 1987) i przede wszystkim Balkan Electrique (zespół zadebiutował w styczniu 1989).

## Działacz na rzecz LGBT
Od lat 80. XX w. działacz ruchu gejowskiego, w 1987 – będąc studentem Uniwersytetu Warszawskiego (podejmował studia na psychologii i socjologii, których nie ukończył) – współzałożyciel Warszawskiego Ruchu Homoseksualnego oraz ogólnopolskiego Stowarzyszenia Grup Lambda.
W latach 90. współtwórca pornograficznego wydawnictwa Pink Press i Pink Service, wydającego magazyny gejowskie, których był redaktorem naczelnym: „Men!” (1991–1996), „Nowy Men” (od 1995), „Gejzer” (od 1999), a także skierowanych do klientów heteroseksualnych magazynów „Wamp” i „Nowy Wamp”. Twórca gejowskich i pornograficznych portali internetowych.